# Crisis Control Group
Crisis Control Group, LLC (CCG) es una empresa multinacional líder en el mundo en el ramo de investigaciones de fraude y consultoría de riesgos de acuerdo a la compañía fue constituida en Miami – USA en 2003. Fundada para servir a las necesidades de compañías multinacionales, agencias privadas y gubernamentales y a la industria del entretenimiento en áreas de investigaciones forenses, control de riesgo y seguridad.
Con oficinas en Miami, Nueva York, Bogotá, Cali, Buenaventura y Medellín Colombia, CCG puede elaborar análisis de ADN, exámenes de paternidad, polígrafo, identificación humana en casos de desastres aéreos o terrorismo, investigaciones criminales y civiles, análisis de evidencias físicas para defensa en casos criminales y negociaciones en casos de secuestro.